# Rizdveanka, Novomîkolaiivka
Rizdveanka (în ucraineană Різдвянка) este o comună în raionul Novomîkolaiivka, regiunea Zaporijjea, Ucraina, formată numai din satul de reședință.

## Demografie
Componența lingvistică a comunei Rizdveanka
     Ucraineană (97,22%)
     Rusă (2,53%)
Conform recensământului din 2001, majoritatea populației comunei Rizdveanka era vorbitoare de ucraineană (97,22%), existând în minoritate și vorbitori de rusă (2,53%).